# Pomphorhynchus oreini
Pomphorhynchus oreini är en hakmaskart som beskrevs av Fotedar och Dhar 1977. Pomphorhynchus oreini ingår i släktet Pomphorhynchus och familjen Pomphorhynchidae. Inga underarter finns listade i Catalogue of Life.